# Behnam Mahdizade
Behnam Mahdizade (pers. بهنام مهدی زاده; ur. 20 stycznia 1987) – irański zapaśnik walczący w stylu klasycznym. Zajął ósme miejsce na mistrzostwach świata w 2014. Piąty na igrzyskach azjatyckich w 2018. Złoty medalista mistrzostw Azji w 2014; 2017 i 2018. Mistrz halowych igrzysk azjatyckich w 2017. Pierwszy w Pucharze Świata w 2014 i 2016, a trzeci w 2015 i 2017. Brązowy medalista mistrzostw świata wojskowych w 2018 roku.